# Linda Ferrando
Pour les articles homonymes, voir Ferrando.
Linda Ferrando (née le 12 janvier 1966) est une joueuse de tennis italienne, professionnelle de 1983 à 1995.
L'une des plus belles performances de sa carrière intervient en 1990, quand elle élimine Monica Seles (alors numéro trois mondiale) au 3e tour de l'US Open ; atteignant les huitièmes de finale, elle réalise là sa meilleure prestation en simple dans une épreuve du Grand Chelem. 
Linda Ferrando a gagné un tournoi WTA en double dames.

## Palmarès

### Titre en double dames
| No | Date       | Nom et lieu du tournoi                  | Catégorie | Dotation  | Surface         | Partenaire     | Finalistes                          | Score         |          |
| -- | ---------- | --------------------------------------- | --------- | --------- | --------------- | -------------- | ----------------------------------- | ------------- | -------- |
| 1  | 28/09/1992 | Open Whirlpool-Ville de Bayonne Bayonne | Tier IV   | 150 000 $ | Moquette (int.) | Petra Langrová | Claudia Kohde-Kilsch Stephanie Rehe | 1-6, 6-3, 6-4 | Parcours |

### Finales en double dames
| No | Date       | Nom et lieu du tournoi     | Catégorie | Dotation | Surface      | Vainqueures                  | Partenaire       | Score         |          |
| -- | ---------- | -------------------------- | --------- | -------- | ------------ | ---------------------------- | ---------------- | ------------- | -------- |
| 1  | 04/07/1988 | Volvo Cup Båstad           | Tier V    | 75 000 $ | Terre (ext.) | Sandra Cecchini Mercedes Paz | Silvia La Fratta | 6-0, 6-2      | Parcours |
| 2  | 20/08/1990 | OTB Int’l Open Schenectady | Tier V    | 75 000 $ | Dur (ext.)   | Alysia May Nana Miyagi       | Wiltrud Probst   | 6-4, 5-7, 6-3 | Parcours |

## Parcours en Grand Chelem

### En simple dames
| Année | Open d'Australie | Open d'Australie  | Internationaux de France | Internationaux de France | Wimbledon       | Wimbledon         | US Open         | US Open           |
| ----- | ---------------- | ----------------- | ------------------------ | ------------------------ | --------------- | ----------------- | --------------- | ----------------- |
| 1987  | -                | -                 | 2e tour (1/32)           | Gabriela Sabatini        | -               | -                 | -               | -                 |
| 1988  | -                | -                 | 2e tour (1/32)           | Manuela Maleeva          | 1er tour (1/64) | Adriana Villagrán | 2e tour (1/32)  | Jill Hetherington |
| 1989  | -                | -                 | 1er tour (1/64)          | P. Etchemendy            | 1er tour (1/64) | Louise Field      | 2e tour (1/32)  | Natasha Zvereva   |
| 1990  | -                | -                 | 2e tour (1/32)           | Céline Cohen             | 1er tour (1/64) | Susan Sloane      | 4e tour (1/8)   | Leila Meskhi      |
| 1991  | -                | -                 | 1er tour (1/64)          | Halle Carroll            | 3e tour (1/16)  | Nathalie Tauziat  | 1er tour (1/64) | Naoko Sawamatsu   |
| 1992  | -                | -                 | 3e tour (1/16)           | Leila Meskhi             | 1er tour (1/64) | Anke Huber        | 2e tour (1/32)  | Mary Pierce       |
| 1993  | -                | -                 | 2e tour (1/32)           | Sabine Hack              | 1er tour (1/64) | Nanne Dahlman     | 1er tour (1/64) | Lisa Raymond      |
| 1994  | 3e tour (1/16)   | Gabriela Sabatini | 1er tour (1/64)          | Noëlle van Lottum        | -               | -                 | 1er tour (1/64) | Arantxa Sánchez   |
| 1995  | 1er tour (1/64)  | Kristie Boogert   | -                        | -                        | -               | -                 | -               | -                 |

À droite du résultat, l’ultime adversaire.

### En double dames
| Année | Open d'Australie             | Open d'Australie           | Internationaux de France      | Internationaux de France   | Wimbledon                     | Wimbledon                  | US Open                      | US Open                    |
| ----- | ---------------------------- | -------------------------- | ----------------------------- | -------------------------- | ----------------------------- | -------------------------- | ---------------------------- | -------------------------- |
| 1988  | -                            | -                          | 1er tour (1/32) Laura Golarsa | Lise Gregory Ronni Reis    | -                             | -                          | 2e tour (1/16) Laura Garrone | Chris Evert W. Turnbull    |
| 1989  | -                            | -                          | 2e tour (1/16) P. Tarabini    | Jana Novotná Helena Suková | -                             | -                          | 2e tour (1/16) Sabrina Goleš | I. Demongeot N. Tauziat    |
| 1990  | -                            | -                          | 1er tour (1/32) Sabrina Goleš | Jenny Byrne J. Thompson    | 1er tour (1/32) Sabrina Goleš | P. Paradis C. Suire        | 2e tour (1/16) Bettina Fulco | M. Bollegraf B. Schultz    |
| 1991  | -                            | -                          | 2e tour (1/16) Laura Golarsa  | R. McQuillan C. Tanvier    | 1er tour (1/32) Laura Golarsa | P. Paradis Alison Scott    | 2e tour (1/16) W. Probst     | Sandy Collins R. McQuillan |
| 1992  | -                            | -                          | 1er tour (1/32) Silvia Farina | S. Appelmans C. Porwik     | 2e tour (1/16) Silvia Farina  | MJ Fernández Zina Garrison | 2e tour (1/16) Silvia Farina | I. Demongeot N. Tauziat    |
| 1993  | -                            | -                          | 2e tour (1/16) P. Langrová    | C. Barclay K. Guse         | 1er tour (1/32) Silvia Farina | A. Sánchez Helena Suková   | 2e tour (1/16) Silvia Farina | R. McQuillan C. Porwik     |
| 1994  | 2e tour (1/16) Silvia Farina | MJ Fernández Zina Garrison | -                             | -                          | -                             | -                          | -                            | -                          |

Sous le résultat, la partenaire ; à droite, l’ultime équipe adverse.

### En double mixte
| Année | Open d'Australie | Open d'Australie | Internationaux de France     | Internationaux de France | Wimbledon                    | Wimbledon                 | US Open                     | US Open                    |
| ----- | ---------------- | ---------------- | ---------------------------- | ------------------------ | ---------------------------- | ------------------------- | --------------------------- | -------------------------- |
| 1990  | -                | -                | 1er tour (1/32) Nelson Aerts | J. Thompson Bruce Derlin | 1er tour (1/32) Nelson Aerts | Kathy Jordan Cássio Motta | -                           | -                          |
| 1993  | -                | -                | -                            | -                        | 1er tour (1/32) Jim Pugh     | Caroline Vis J. de Jager  | 1er tour (1/16) Piet Norval | Chanda Rubin Brian MacPhie |

Sous le résultat, le partenaire ; à droite, l’ultime équipe adverse.

## Parcours en Coupe de la Fédération
| #                                                                  | Date       | Lieu       | Surface                        | Gagnante(s)                        | Perdante(s)                    | Score          |          |
|                                                                    |            |            |                                |                                    |                                |                |          |
| 1991 - 1er tour (groupe mondial) - Israël - Italie - 1 : 2         |            |            |                                |                                    |                                |                |          |
| 1                                                                  | 23/07/1991 | Nottingham |                                | Ilana Berger                       | Linda Ferrando                 | 6-2, 4-6, 6-3  | Parcours |
| 1                                                                  | 23/07/1991 | Nottingham | Sandra Cecchini Linda Ferrando | Ilana Berger Limor Zaltz           | 6-3, 6-71, 6-3                 |                | Parcours |
|                                                                    |            |            |                                |                                    |                                |                |          |
| 1991 - 1/4 de finale (groupe mondial) - Allemagne - Italie - 2 : 1 |            |            |                                |                                    |                                |                |          |
| 2                                                                  | 26/07/1991 | Nottingham |                                | Federica Bonsignori Linda Ferrando | Anke Huber Barbara Rittner     | 1-0, ab.       | Parcours |
|                                                                    |            |            |                                |                                    |                                |                |          |
| 1992 - 1er tour (groupe mondial) - Corée du Sud - Italie - 2 : 1   |            |            |                                |                                    |                                |                |          |
| 3                                                                  | 14/07/1992 | Francfort  | Terre (ext.)                   | Kim Il-Soon                        | Linda Ferrando                 | 4-6, 6-3, 6-4  | Parcours |
| 3                                                                  | 14/07/1992 | Francfort  | Terre (ext.)                   | Kim Il-Soon Lee Jeong-Myung        | Sandra Cecchini Linda Ferrando | 2-6, 7-67, 6-3 | Parcours |
|                                                                    |            |            |                                |                                    |                                |                |          |
| 1992 - Barrage (groupe mondial I) - Italie - Hongrie - 0 : 3       |            |            |                                |                                    |                                |                |          |
| 4                                                                  | 16/07/1992 | Francfort  | Terre (ext.)                   | Virag Csurgo Andrea Temesvári      | Linda Ferrando Laura Garrone   | 6-3, 6-0       | Parcours |
|                                                                    |            |            |                                |                                    |                                |                |          |
| 1993 - 1er tour (groupe mondial) - Italie - Israël - 3 : 0         |            |            |                                |                                    |                                |                |          |
| 5                                                                  | 19/07/1993 | Francfort  | Terre (ext.)                   | Linda Ferrando                     | Anna Smashnova                 | 7-5, 6-1       | Parcours |
| 5                                                                  | 19/07/1993 | Francfort  | Terre (ext.)                   | Silvia Farina Linda Ferrando       | Yael Segal Limor Zaltz         | 6-1, 6-2       | Parcours |

## Classements WTA en fin de saison

### En simple
| Année | 1984 | 1985 | 1986 | 1987 | 1988 | 1989 | 1990 | 1991 | 1992 | 1993 | 1994 | 1995 |
| Rang  | 292  | 221  | 267  | 154  | 67   | 44   | 68   | 96   | 62   | 52   | 84   | 472  |

Source : (en) « Classements de Linda Ferrando », sur le site officiel du WTA Tour

### En double
| Année | 1986 | 1987 | 1988 | 1989 | 1990 | 1991 | 1992 | 1993 | 1994 |
| Rang  | 238  | 178  | 105  | 114  | 86   | 106  | 67   | 67   | 241  |

Source : (en) « Classements de Linda Ferrando », sur le site officiel du WTA Tour